# Ângelo Arroyo
Ângelo Arroyo (São Paulo, 6 de novembro de 1928 – São Paulo, 16 de dezembro de 1976) foi um dirigente do Partido Comunista do Brasil (PCdoB), integrante da Guerrilha do Araguaia e um dos dois únicos combatentes a saírem vivos do conflito após os embates dos guerrilheiros com as Forças Armadas. Filho de Ângelo Arroyo e Encarnação Pardito. É um dos casos investigados pela Comissão da Verdade, que apura mortes e desaparecimentos na ditadura militar brasileira.

## Biografia
Participação política
Provindo de uma família operária de origem espanhola, Ângelo Arroyo filiou-se ao PCdoB aos 17 anos, em 1945, e no ano seguinte foi eleito membro do Comitê Regional de São Paulo e secretário do Comitê Distrital da Mooca. Atuava como operário metalúrgico e passou a integrar o movimento sindical do estado de São Paulo, onde viria a ser um dos líderes do Sindicato dos Metalúrgicos nos anos 50. Como sindicalista, participou das greves e manifestações ocorridas em São Paulo nos anos 1952 e 1953, que resultaram em sua prisão por algumas ocasiões. 
Além da sua atuação em São Paulo, Arroyo participou de movimentos políticos em áreas rurais ao redor do país. Uma das ações que contou com a sua participação foi a Revolta de Formoso e Trombas, organizada por camponeses sem terra, em Goiás, nos anos de 1950 a 1957. Pouco antes do Golpe Militar, em 1962, tornou-se membro da Comissão Executiva do Comitê Central pela Conferência Nacional Extraordinária organizada pelo partido ao qual era afiliado.
Ideologia
Influenciado pelas ideologias de esquerda, Arroyo defendia a luta armada revolucionária. Acreditava na ideologia científica do proletariado e, em 1956, junto aos seus colegas de partido Pedro Pomar, Maurício Grabois, Lincoln Roque, Lincoln Oest, Luiz Guilhardini e João Amazonas, entrou em defesa do Partido Bolchevique, de Lenin e Stálin, quando no XX Congresso do Partido Comunista da União Soviética, foram feitas críticas à linha revolucionária do partido soviético. 
Em 1960, durante a organização do V Congresso do Partido Comunista do Brasil, Arroyo se opôs à linha revisionista de Luís Carlos Prestes, que abria mão da luta armada. Nos anos seguintes, ele participou de atividades contra o revisionismo na cidade de São Paulo. Nos dois anos seguintes, colaborou para a reestruturação do Partido Comunista do Brasil, sendo eleito membro do Comitê Central e da Comissão Executiva durante a organização da Conferência Nacional Extraordinária organizada pelo partido.

## Araguaia
Com a implantação da ditadura militar no Brasil em 1964, Arroyo entrou na clandestinidade e foi para o nordeste ajudar a desenvolver núcleos de resistência na área rural do país. Integrante do comitê central do Partido, foi um dos primeiros quadros partidários a instalarem-se no Araguaia, sob o codinome de ‘Joaquim’, assumindo por alguns anos a condição de pequeno comerciante local, enquanto se faziam os preparativos para a instalação da guerrilha.
No sul do Pará, era um dos comandantes da guerrilha, ajudando a organizar pequenos grupos para furar o cerco militar. Arroyo assumiu o comando do destacamento A, em 1972, onde integrou a Comissão Militar das Forças Guerrilheiras do Araguaia. Era responsável pela comunicação entre os destacamentos guerrilheiros e a comissão militar.  Foi um dos poucos sobreviventes das investidas militares ao longo da Guerrilha do Araguaia e só saiu de lá em janeiro de 1974 quando o movimento havia sido dispersado pelo exército. Fugiu da zona de conflito com o guerrilheiro ‘Zezinho do Araguaia’, quando os últimos guerrilheiros já haviam sido assassinados pelas Forças Armadas. Ele e Zezinho foram os únicos a escapar do cerco do exército, após o ataque à Comissão Militar da Guerrilha, que resultou na morte do líder do partido Maurício Grabois. Deixaram para para trás cerca de sessenta companheiros mortos nas matas da Amazônia.
Seu "Relatório Arroyo", em que relata a ação de resistência comunista no Araguaia, é um dos principais e únicos documentos existentes sobre a história da guerrilha. Nele foram indicadas as ações do movimento, além das mortes e desaparecimentos ao longo dos dois anos da Guerrilha do Araguaia. Nele, Arroyo mostrava como pretendia iniciar a luta armada, como colocar em prática toda sua ideia de linha de massa revolucionária do PC do B e segundo esta ideia, a luta começaria no interior em forma de guerrilha e com apoio total das massas, se tornando assim uma guerra popular. Até hoje, o relatório feito por Arroyo e apreendido no dia de sua morte é o mais completo documento sobre a ação no sul do Pará.

## Relatório Arroyo
Tido como o principal documento sobre a Guerrilha do Araguaia,  mesmo 30 anos depois dos acontecimentos, o Relatório Arroyo(1974) foi entregue aos líderes do partido comunista em São Paulo logo após a fuga de Ângelo Arroyo do cerco das Forças Armadas. O documento é dividido em 9 partes: Primeira campanha, Início da luta, Segunda campanha, Avanços e perdas, Período de Trégua, A guerrilha e as massas, Ação militar, Novas tarefas e medidas da CM e Terceira campanha. Entre os pontos de destaque do documento, está o depoimento de Arroyo sobre o apoio das massas ao movimento no sul do Pará, conforme explicitado no seguinte trecho:
| “ | O êxito maior da nossa atuação, nesse período da trégua, foi a ligação com as massas. Estendeu-se nossa influência entre o povo. Ganhamos muitos amigos, e não era só apoio moral. A massa fornecia comida e mesmo redes, calçados, roupas etc. E informação. Contávamos com o apoio de mais de 90% da população. A fraca presença do inimigo na área e a nossa politica correta no trabalho de massa proporcionaram esses êxitos. Os guerrilheiros, todos eles, eram bastante estimados pela massa. Os de maior prestígio eram Osvaldo e Dina. Logo depois vinham: Sonia (Lúcia Maria da Silva), Piauí (Nelson Lima Piauí Dourado), Nelito, Zé Carlos (do A); Amauri, Mariadina (Dinaelza Santana Coqueiro) (do B); Mundico (do C); Joca (Giancarlo Castiglia) (do CM) e Paulo. Os guerrilheiros ajudavam as massas no trabalho de roça. O Romance da Libertação era recitado pela massa. Os hinos da guerrilha, elaborados lá mesmo, eram cantados pela massa. Nas sessões de terecô (candomblé) se faziam cantorias de elogio à guerrilha. O primeiro aniversário da luta guerrilheira foi comemorado com a participação de elementos de massa. | ” |

## Chacina da Lapa e morte
Depois de sair da Guerrilha do Araguaia, Arroyo não teria vida longa. Em outubro de 1976, militantes do PC do B se reuniam em uma casa na Rua Pio XI, no bairro da Lapa, em São Paulo. Esta casa possuía dois quartos, um banheiro, uma sala, uma cozinha e um quintal e era considerada um refúgio para os militantes, principalmente de esquerda. Maria Trindade e Joaquim Celso de Lima ocupavam oficialmente a casa, visto qu seria necessário um casal para concretizar os trâmites. Ângelo Arroyo, Elza Monerat e João Amazonas completavam o número de ocupantes da residência. Havia todo um esquema para que a casa pudesse abrigar as reuniões da Comissão Executiva e do Comitê Central do PCdoB. Cada militante era responsável por tal atividade para que os encontros pudessem acontecer com certa normalidade. Maria Trindade cuidava da parte doméstica e da infraestrutura da casa, Joaquim Celso de Lima cuidava da segurança do local e quem não morava na casa era transferido por ele e Elza Monerat. Esse translado era feito com o militante vendado e em um automóvel. Elza ainda monitorava os militantes ao longo de todo o percurso, afinal eles não poderiam saber a localização da residência. 
No dia 15 de dezembro de 1976, dez militantes formavam o corpo da reunião: Maria Trindade, Joaquim Celso de Lima, Aldo Arantes, Manuel Jover Teles, Pedro Pomar, João Batista Franco Drummond, Haroldo Lima, Elza Monerat, José Novae e Ângelo Arroyo. Depois da reunião Elza e Joaquim começaram a levar os participantes em duplas. Mas a vida de muitos acabaria naquele momento. Wladimir Pomar e João Drummond foram presos e torturados pelo Doi-Codii, mas Drummond não suportou aos ferimentos e acabou falecendo na madrugada do dia seguinte. Haroldo e Aldo foram em seguida. Aldo foi preso na Estação de Metrô Paraíso ao desembarcar do carro. Já Haroldo conseguiu chegar em casa, mas na manhã seguinte acabou sendo preso por militares que vigiavam sua casa. Em seguida foi a vez de Jover Teles e José Novaes serem levados. Porém ao sair de casa, Joaquim notou que os estavam seguindo e ambos fugiram a pé. Joaquim e Elza continuaram com o carro e foram preso poucos metros dali.  
Já na manhã de 16 de dezembro, aproximadamente às 7 horas, um grupo de policiais militares vigiavam a casa. Dentro dela estavam Maria Trindade, Pedro Pomar e Ângelo Arroyo. A polícia metralhou a casa inteira. Pedro e Ângelo morreram ambos com diversas perfurações de bala. Já Maria Trindade sobreviveu, mas foi presa e levada às dependências do Doi-Codi com todos os outros militantes. Os militares afirmam que foram recebidos a tiros por Pedro Pomar e Ângelo Arroyo. Porém, laudos da perícia as armas encontradas dentro da casa levantaram uma questão na discussão: a Polícia teria forjado a cena do crime para condizer com a história oficial?
O episódio ficou conhecido como Chacina da Lapa. 
O corpo de Ângelo Arroyo está enterrado no Cemitério da IV Parada em São Paulo e a causa de sua morte caracteriza resistência à prisão.  

## Homenagem
Em 2017, três cemitérios de São Paulo ganharam placas para homenagear as vítimas da Ditadura Militar que foram sepultadas nos cemitérios municipais da cidade entre os anos de 1969 e 1979. Além dos nomes nas placas, houve também o plantio de árvores de Ipês nesses lugares.
O primeiro a receber a homenagem foi o Cemitério Dom Bosco, seguido do de Campo Grande e, por fim, o de Vila Formosa. O projeto, que contemplou o nome de Ângelo Arroyo, foi uma parceria entre três secretarias: a de Direitos Humanos e Cidadania (SMDHC), a do Verde e Meio Ambiente (SVMA) e a do Serviço Funerário do Município de São Paulo (SFMSP).